# Gordon Willis
Gordon Willis (28. května 1931 – 18. května 2014) byl americký kameraman. Byl dlouholetým spolupracovníkem režisérů Francise Forda Coppoly (trilogie Kmotr, 1972–1990) a Woodyho Allena (např. Annie Hallová, Vzpomínky na hvězdný prach a Purpurová růže z Káhiry, 1977–1985). V roce 1980 sám režíroval film Windows, o němž později prohlásil, že šlo o chybu. Později rovněž prohlásil, že jej režírování nebavilo. Jeho posledním filmem byl Tichý nepřítel (1997) režiséra Alana Pakuly, s nímž rovněž spolupracoval již od sedmdesátých let.
Zemřel na rakovinu deset dnů před svými 83. narozeninami.